# Asheron’s Call
Asheron’s Call ist ein Computerspiel des Unternehmens Turbine Entertainment Software aus dem Jahr 1999. Es handelte sich um Massen-Mehrspieler-Online-Rollenspiele, ähnlich wie Everquest oder World of Warcraft. Die Besonderheit von Asheron’s Call war die relative Einzigartigkeit der Fantasy-Spielwelt (Elfen, Zwerge und Ähnliches kommen nicht vor) und die Detailtreue der Hintergrundgeschichte. Mit Asheron’s Call 2: Fallen Kings erhielt das Spiel 2002 einen Nachfolger.
Ursprünglich wurden die Spiele von Microsoft vertrieben, Ende 2003 erwarb Turbine die Rechte jedoch zurück. Sowohl die Server von Asheron’s Call als auch die von Asheron’s Call 2 wurden am 31. Januar 2017 um 18:00 Uhr MEZ abgeschaltet.

## Spielwelt
Asheron’s Call spielt auf dem Planeten Auberean, wobei dem Spieler nur der Kontinent Dereth und die umliegenden Inseln zugänglich sind. Setzt man die Spielergröße vergleichbar mit „echten Menschen“ an, so nimmt die Spielwelt eine Größe von ca. 1000 km² ein.

## Spielablauf
Neben dem Zusammenspielen mit anderen Personen und dem Erleben von Abenteuern steht wie bei den meisten Spielen des Genres das Verbessern des eigenen Charakters im Vordergrund, namentlich durch Erfahrungspunkte. Diese können durch Quests (dt. Aufgaben), bzw. durch das Töten von Kreaturen erhalten werden. Mit diesen ist es möglich eigene Fähigkeiten zu verbessern, wobei die Kosten exponentiell ansteigen. Als Spieler wählt man jedoch keine feste Klasse, sondern baut sich seinen Charakter selbst zusammen. Jedoch kristallisieren sich meist klassische Archetypen wie Nahkämpfer, Fernkämpfer, Magier und Handwerker heraus.
Daneben ist auch der Kampf gegen andere Spieler möglich, jedoch nur wenn diese vorher ihren Status zu Player Killer oder Player Killer Lite ändern. Auf einem Server (Darktide) besteht diese Wahlmöglichkeit nicht, man ist immer ein Player Killer.

## Entwicklungsgeschichte
Asheron’s Call wurde im November 1999 für Microsoft Windows veröffentlicht, ein Verkauf in Europa außerhalb von Importhändlern kam im nächsten Jahr zustande. Um unter anderem den Wünschen den Spielern nach eigenen Häusern nachzukommen, wurde 2001 die erste Erweiterung Dark Majesty veröffentlicht. Am 18. Juli 2005 gab es die zweite Erweiterung namens Throne of Destiny.
Des Weiteren wurde das Spiel jeden Monat durch sogenannte Patches verbessert, die neue Gegenden, Spieldynamiken und Kreaturen einbringen. Als Gegenleistung dafür (und für das Spielen auf den Servern von Turbine) wurde ein monatliches Entgelt erhoben.

## Rezeption

### Rezensionen
Dem Wertungsaggregator Metacritic zufolge erhielt das Spiel überwiegend positive Rezensionen.

### Auszeichnungen und Verkaufserfolg
Nach der ursprünglichen Veröffentlichung konnte sich Asheron’s Call gut am Markt behaupten und erreichte bis zu 150.000 Konten, für damalige Verhältnisse eine beachtliche Zahl. Die Erweiterung Dark Majesty konnte sogar kurzfristig auf Platz 1 der US-Spielecharts landen. Im Jahr 2000 erhielt das Spiel den DICE Award als Bestes Rollenspiel. In späteren Jahren wurde aus dem Nischenmarkt MMORPG jedoch immer mehr ein Massenmarkt mit einer Unzahl von neuen Spielen, was bewirkte, dass immer mehr Spieler abwanderten. Eine genaue aktuelle Schätzung ist schwer da in den letzten Jahren keine Zahlen herausgegeben wurden, Vermutungen liegen jedoch bei ca. 11.000, wobei auf den meisten Servern durchschnittlich 250 Leute anzutreffen waren.

## Emulatoren
Schon früh nach der Veröffentlichung von Asheron's Call wurden erste Emulatoren entwickelt, welche das Betreiben eigener Server unabhängig von Turbine ermöglichten, jedoch mit enorm reduziertem Funktionsumfang. Seit der Abschaltung der offiziellen Server von Turbine entstand eine rege Entwicklerszene, so dass im Moment ein Spielen wieder möglich ist (Stand: 2019).